# Dopady evropské migrační krize v Řecku
Řecko je již od počátku takzvané evropské migrační krize tranzitní zemí migrantů, jelikož tudy prochází Balkánská trasa. Uprchlíci jsou ubytováni také v uprchlických centrech na řeckých ostrovech (Kos, Lesbos, Chios, Samos a další).

## Vývoj krize
Od ledna do listopadu roku 2015 přišlo do Řecka 715 000 uprchlíků, z toho 23 000 dorazilo na ostrov Kos.
V březnu 2016 uzavřela Makedonie svou hranici s Řeckem. Poblíž hranic zůstalo v provizorním táboře u Idomeni zhruba 12 000 lidí, tento tábor byl později vyklizen a lidé byli odvezeni do oficiálních uprchlických zařízení. Příliv běženců zeslábl, v srpnu tohoto roku se pak opět zvýšil.
V roce 2017 připlulo do Řecka méně než 30 000 migrantů.
Od začátku roku 2018 se 11 tisíc migrantů vrátilo z Řecka zpět do svých domovských zemí. V tomto roce bylo v Řecku asi 65 000 uprchlíků, z toho téměř 20 tisíc jich pobývalo v přeplněných táborech na řeckých ostrovech.
Za první tři měsíce roku 2019 dorazilo do Řecka téměř 7000 migrantů. Na začátku dubna se v Řecku daly do pohybu stovky migrantů, kteří se chtěli dostat na sever země, k hranicím se Severní Makedonií. Uvěřili totiž fámám šířeným po sociálních sítích, že tato hranice bude brzy volně průchozí. U tábora Diavata poblíž Soluně, který leží asi 60 kilometrů od hranic se Severní Makedonií, se tak do pátku shromáždily asi 2000 migrantů, došlo zde ke střetu s policií. Na hlavním vlakovém nádraží v Aténách museli přerušit provoz kvůli protestu zhruba stovky migrantů, kteří obsadili koleje a požadovali, aby byli autobusy přepraveni právě k táboru Diavata.
Od ledna do října roku 2019 dorazilo do Řecka 53 460 migrantů. Řecko na to reagovalo zpřísněním azylového zákona, přesuny uprchlíků z přeplněných táborů na pevninu a také žádostí o pomoc s rozmístěním 2500 nezletilých uprchlíků bez doprovodu, kterou rozeslalo ostatním evropským zemím. V případě Česka se jednalo o čtyřicet dětských uprchlíků, stejný počet byl navržen Maďarsku, Polsku a Slovensku. Německo a Francie byly požádány o přijetí 350 dětí bez doprovodu. Ministr vnitra Jan Hamáček však přijetí dětských uprchlíků odmítl s tím, že řecká strana o nich Česku dosud neposkytla dostatek informací. Premiér Andrej Babiš řekl, že Česko se musí soustředit na to, aby pomáhalo českým dětem. Žádost Řecka odmítla na konci roku také německá vláda, některé spolkové země (Durynsko, Bádensko-Württembersko) ovšem vyjádřily odhodlání uprchlíky z Řecka přijmout.
V prosinci roku 2019 se papež František dohodl s italským ministrem vnitra na převozu 43 uprchlíků z ostrova Lesbos do Vatikánu.
Na konci roku 2019 přebývalo v uprchlických táborech na řeckých ostrovech na 40 000 lidí, z nichž část v krajně špatných humanitárních podmínkách. Kapacita táborů činila podle řecké vlády jen 7 500 míst. Mezi uprchlíky bylo i 4 000 dětí a mladistvých, kteří do Evropy dorazili bez rodičů.

## Uprchlické tábory
- Moria (Lesbos)[19]
- Vathy (Samos)[20]
- Diavata (poblíž Soluně)[9]